# マクラーレン・MP4-25
マクラーレン MP4-25 (McLaren MP4-25) は、マクラーレンが2010年のF1世界選手権参戦用に開発したフォーミュラ1カーである。2010年シーズンの開幕戦から最終戦まで実戦投入された。

## 概要

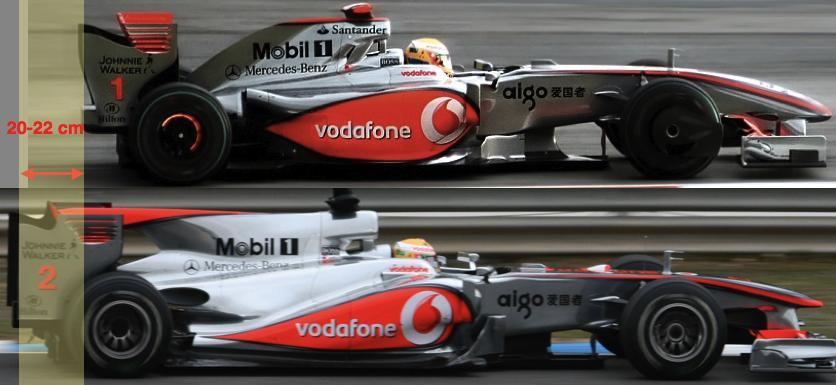
MP4-24とMP4-25のホイールベースの差

規定変更によってレース中の給油が禁止されたことに伴い燃料タンクが拡大したため、他のチームのマシン同様、前年型のMP4-24よりホイールベースを延長している。
ノーズはMP4-24と異なり、高く持ち上げられた扁平なものとなり、その下に空気を振り分けるパーツをダミーカメラとともに設けている。サイドポンツーンは後方に向けて極端に落とし込んだ形状となり、排気は横長の穴から排出される。
前年にトレンドとなったマルチディフューザーを念頭に設計されており、リアウィングのロワエレメントと組み合わせて、気流の引き抜き効果を高めている。アンダーフロアに設けた上段ディフューザーの吸入口も大型化した。
空力的に敏感で、車高の変化を嫌ってサスペンションを硬くしたため、ブレーキングでマシンが安定せずタイヤの消耗が早くなったとの指摘がある。

### Fダクト
MP4-25にはFダクトというシステムが搭載されている。これはコックピット前方にある吸気口から空気を取り入れ、その空気をコックピット、シャークフィンの経路で設けられたダクトを通し、中空構造のリアウイング裏面に開けられたスリットから吐き出しリアウイングをストールさせることで、ドラッグを減らし直線スピードを向上させるものである。可変フラップの代わりを担うものである。
Fダクトのオン・オフはコックピット内でドライバーが任意に行う。前述のダクトはコックピット内の箇所に穴が開けられており、オフの状態ではモノコック上部の開口部から入った空気はその穴からコックピットに吹き出すようになっている。しかし、ドライバーが膝または肘でその穴を塞ぐことで一連のダクトが完成してオンの状態となり、空気がシャークフィン内部を通りリアウイングに向かう。

## 2010年シーズン

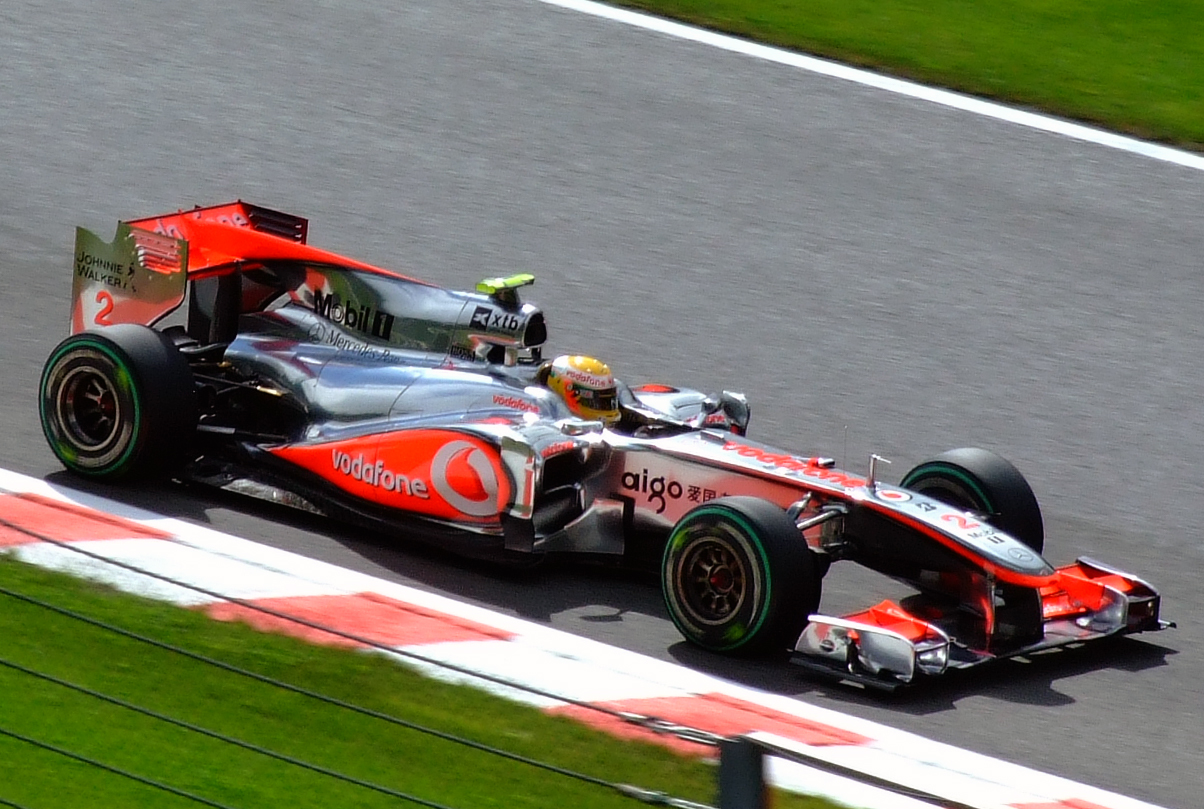
ブロウンディフューザー導入後のMP4-25（ベルギーGP）

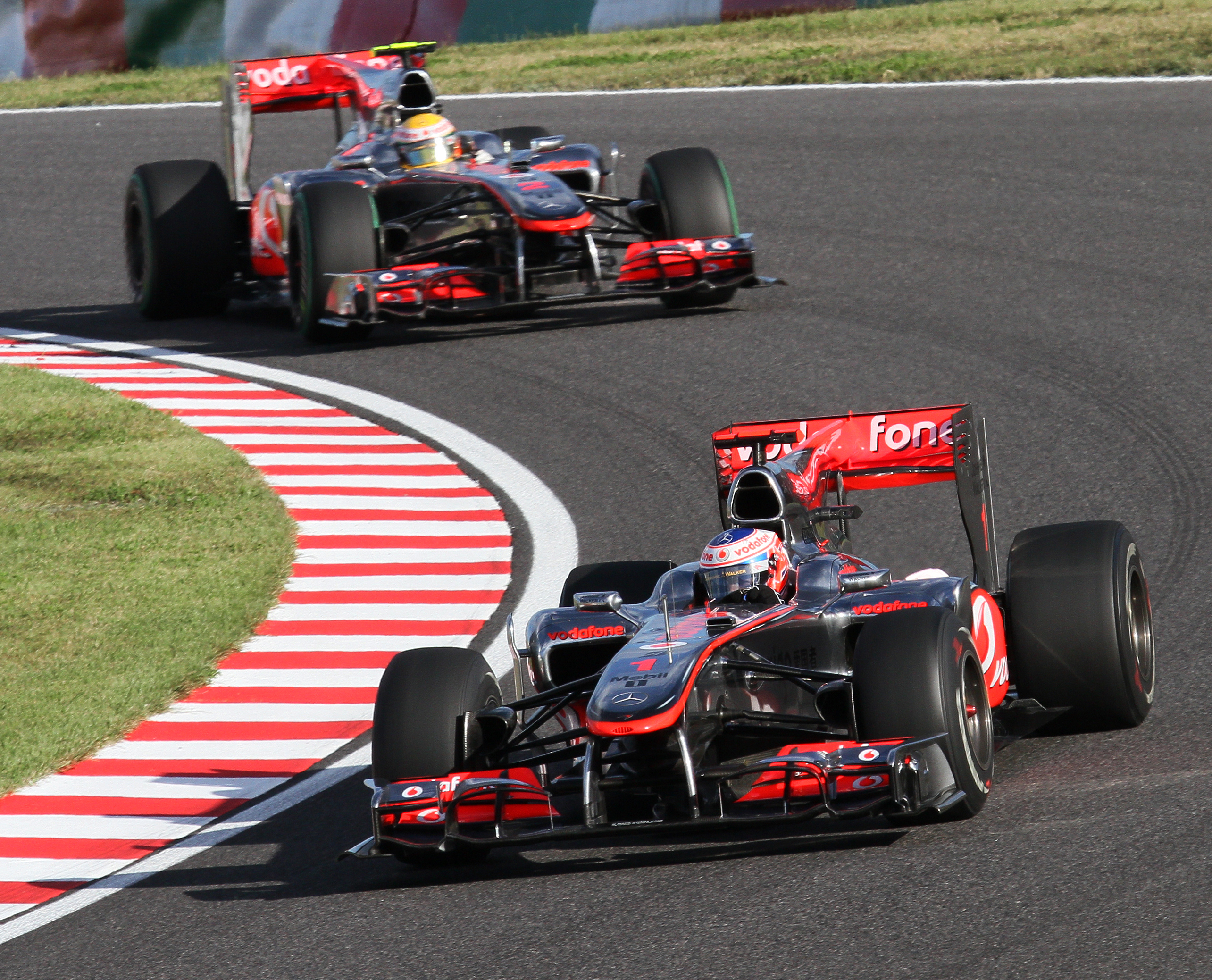
日本GPでランデブー走行するMP4-25

Fダクトは最高速度の向上に大きな効果を発揮し、レッドブル・RB6が採り入れたブロウンディフューザーとともに2010年の2大トレンドとなった。第2戦でFダクトを投入したザウバーに始まり、他チームも続々とFダクトを投入してきたが、オリジナルであるマクラーレンのそれとは完成度に開きがあり、なかなか熟成が進まなかった。フェラーリなどはFダクトの開発に専念しすぎたあまりマシンのパフォーマンスが低下するほどだった。
当初はレッドブル・RB6やフェラーリ・F10に競争力で大きく水をあけられていると言われたが、このFダクトによってMP4-25は高速サーキット寄りのマシンとなり、トルコGP（イスタンブール・パーク）、カナダGP（ジル・ヴィルヌーヴ・サーキット）、ベルギーGP（スパ・フランコルシャン）、イタリアGP（モンツァ・サーキット）等、いわゆる高速サーキットと呼ばれるコースにおけるレースで優位性を示した。逆に、モナコGP（モンテカルロ市街地コース）、ハンガリーGP（ハンガロリンク）、シンガポールGP（マリーナ・ベイ・サーキット）、日本GP（鈴鹿サーキット）等、ハイダウンフォースサーキットで行われたレースではライバルの後塵を拝する光景が間々見られた。この点で、高ダウンフォースの空力特性をもつ一方で、エアロパッケージやエンジンの面から高速サーキットを苦手としたRB6と好対照である。終盤戦には各チームともFダクトが成熟してきたことから、トップスピードによるアドバンテージも減少した。
第10戦イギリスGPではブロウンディフューザーをテストしたが、フリープラクティスでの結果が悪く、決勝では採用を見送った。次戦ドイツGPから正式に搭載し、車体後部は前半戦とは異なるデザインとなった。
第14戦イタリアGPでは両ドライバーのエアロパッケージが分かれ、ハミルトンはFダクト無しの薄いリアウィングを装着する一方、バトンはFダクト付きの大きめのリアウィングを選択した。バトンはFダクトを活用したセッティングがはまって予選・決勝とも2位を獲得し、モンツァ・サーキットにおけるセオリーを覆す結果となった。
バトンとハミルトンは両名ともドライバーズタイトル争いに絡んだが、バトンは第17戦韓国GPでのノーポイントが響き、第18戦ブラジルGPで権利を失った。ハミルトンは一時ポイントリーダーだったが、2戦連続の接触リタイアにより後退し、最終戦アブダビGPでの逆転は叶わなかった。結果的にドライバーズ・コンストラクターズともレッドブルにタイトルを奪われる形となった。

## スペック

### シャーシ
- シャーシ名 MP4-25
- シャーシ構造 カーボンファイバー/アルミニウムハニカムコンポジットモノコック（フロント&サイドインパクト構造）
- ブレーキキャリパー 曙ブレーキ工業
- サスペンション 前後プッシュロッド式ダブルウィッシュボーン/トーションバー・スプリング
- ダンパー コニ
- ホイール エンケイ
- タイヤ ブリヂストン
- ギアボックス 7速＋リバース1速セミオートマチック/カーボンファイバー製ケーシング
- エレクトロニクス MES-マイクロソフト スタンダードECU
- バッテリー GSユアサ
- ステアリング マクラーレン・パワーアシスト
- 無線 ケンウッド
- 機器 マクラーレン・エレクトロニック・システムズ
- 重量 620kg

### エンジン
- エンジン名 メルセデス・ベンツFO108X
- 気筒数・角度 V型8気筒・90度
- 排気量 2,400cc
- 最高回転数 18,000rpm（レギュレーションで規定）
- バルブ数 32
- ピストンボア 98mm
- 重量 95kg
- スパークプラグ NGK
- 燃料 モービル無鉛（5.756%のバイオ燃料含む）
- 潤滑油 モービル1（低摩擦、耐摩耗性潤滑油）

## 記録
| 年   | No. | ドライバー | 1   | 2   | 3   | 4   | 5   | 6   | 7   | 8   | 9   | 10  | 11  | 12  | 13  | 14  | 15  | 16  | 17  | 18  | 19  | ポイント | ランキング |
| 年   | No. | ドライバー | BHR | AUS | MAL | CHN | ESP | MON | TUR | CAN | EUR | GBR | GER | HUN | BEL | ITA | SIN | JPN | KOR | BRA | ABU | ポイント | ランキング |
| ---- | --- | ---------- | --- | --- | --- | --- | --- | --- | --- | --- | --- | --- | --- | --- | --- | --- | --- | --- | --- | --- | --- | -------- | ---------- |
| 2010 | 1   | バトン     | 7   | 1   | 8   | 1   | 5   | Ret | 2   | 2   | 3   | 4   | 5   | 8   | Ret | 2   | 4   | 4   | 12  | 5   | 3   | 454      | 2位        |
| 2010 | 2   | ハミルトン | 3   | 6   | 6   | 2   | 14  | 5   | 1   | 1   | 2   | 2   | 4   | Ret | 1   | Ret | Ret | 5   | 2   | 4   | 2   | 454      | 2位        |

- 太字はポールポジション、斜字はファステストラップ。(key)